# Mert Gökmen
Mert Gökmen (* 18. Februar 1995 in   Mannheim) ist ein deutscher R&B-Sänger und -Songschreiber mit türkischen Wurzeln.

## Werdegang
Geboren und aufgewachsen in Mannheim, ist er laut eigenen Ansagen schon in jungem Alter von Musik geprägt worden.
Mit 12 Jahren kauften ihm seine Eltern ein Keyboard und eine Akustikgitarre, weil sie merkten, dass er eine musikalische Begabung hat. Kurze Zeit später hat er seine Leidenschaft für das Singen entdeckt, im Jahre 2011 versuchte er es dann bei Deutschland sucht den Superstar, es gelang ihm jedoch nur bis zu den Vorcastings.
Danach releaste er zunächst nur Cover Songs wie Wo willst du hin von Xavier Naidoo, mit denen er etwas Aufmerksamkeit erlangt.
2017 gründete er eine Band Soul Therapy, in der er selbst die Rolle des Lead-Sängers übernahm, jedoch löste sich die Band Anfang 2018 wieder auf.
Mert hörte vorerst mit der Musik auf, bis er einige Monate später seinen jetzigen Produzenten Cali kennenlernte und sie zusammen entschieden, R&B auf Deutsch zu versuchen.
Sie releasten ihre erste Single Loyal&Ehrlich und arbeiteten von da an konstant weiter. Später lernten sie ihren jetzigen Videoproduzenten Furkan Candan kennen, welcher auch immer noch ihre Videos produziert.
Seine ersten größeren Erfolge erzielte er mit seiner Single Geh Mit Mir, wodurch auch das Label Sony Music Entertainment auf ihn aufmerksam wurde und ihn kurz darauf unter Vertrag nahm.

## Diskografie
Singles
- 2018: Loyal&Ehrlich
- 2018: Gang Gang
- 2018: Vermögensstand
- 2019: Groupie
- 2019: Traum
- 2019: Geh Mit Mir
- 2019: Nice Girl
- 2019: Bir Milyon
- 2020: Burn feat. RMA
- 2020: Keine Chance
- 2020: YOU
- 2020: Candy
- 2021: Mektup
- 2021: Sen ve Ben
- 2021: Sen ve Ben (Remix)
- 2021 Rüya